# Dapur
Dapur va ser una ciutat de Síria, propera a l'Orontes, probablement a la vall mitjana, al nord de Nuhase i al sud de Tunip. Les inscripcions egípcies la descriuen situada en terra de Naharin (Mitanni va dominar la regió al segle xv aC) o en terra d'Amurru, i era important a la regió durant la segona meitat del segle xiv aC i començament del segle xiii aC).
No es coneix la seva història però sens dubte va dependre de Mitanni fins que els hitites van imposar la seva hegemonia a la regió amb Subiluliuma I a la meitat del segle xiv aC. Al començament del segle xiii aC encara es trobava en mans hitites al temps de la batalla de Cadeix cap a l'any 1290 aC però poc després (uns quatre anys després) Ramsès II va travessar el riu dels Gossos (Nahr al-Kalb), va entrar a Amurru i l'exèrcit egipci va arribar fins a Dapur, on Ramsès es va fer erigir una estàtua. Cadeix, ben propera, va quedar dins dels seus dominis però al cap d'un any Dapur tornava a ésser hitita i un any després tornava a ser atacada per Ramsès. Aquí el faraó diu que va guanyar la batalla sense problemes i que no es va posar l'uniforme fins al cap de dues hores d'iniciada la batalla; però aquesta victòria no li va servir de gaire perquè pocs anys després va haver de fer la pau amb els hitites i va haver de reconèixer el seu control sobre la regió.